# Antonios Naguib
Antonios Naguib (Samalut, 18 marzo 1935 – Il Cairo, 28 marzo 2022) è stato un cardinale e patriarca cattolico egiziano.

## Biografia
Nacque a Samalut il 18 marzo 1935.
Ordinato sacerdote il 30 ottobre 1960, prestò servizio entro il patriarcato di Alessandria dei Copti fino alla nomina ad eparca di Minya, sua città natale, il 26 luglio 1977 da parte di papa Paolo VI.
Ricevette la consacrazione episcopale il successivo 9 settembre dalle mani dell'allora patriarca di Alessandria, cardinale Stephanos I Sidarouss. Rinunciò al governo pastorale dell'eparchia di Minya il 9 settembre 2002.
Il 30 marzo 2006 fu eletto patriarca di Alessandria dei Copti, come successore del cardinale Stéphanos II Ghattas, dal Sinodo della Chiesa copta. Ricevette la comunione ecclesiastica di papa Benedetto XVI il successivo 6 aprile. Nello stesso giorno assunse anche i ruoli di presidente del Sinodo della Chiesa copta e di presidente della Conferenza episcopale egiziana.
Benedetto XVI lo nominò relatore generale durante l'Assemblea speciale del Sinodo dei vescovi del Medio Oriente, tenutasi dal 10 al 24 ottobre 2010 in Vaticano.
Benedetto XVI lo elevò al rango di cardinale nel concistoro del 20 novembre 2010, annoverandolo di diritto nell'ordine dei cardinali vescovi.
Il 31 dicembre 2011 venne colto da emorragia cerebrale. Il 6 febbraio successivo venne eletto come vicario patriarcale supplente il vescovo Kyrillos William Samaan.
Il 15 gennaio 2013 il Sinodo dei vescovi della Chiesa copta, dopo aver consultato Benedetto XVI, accettò la sua rinuncia all'incarico di patriarca di Alessandria dei Copti. Nonostante la malattia, riuscì a partecipare al conclave del marzo successivo, che eleggerà papa Francesco.
Il 18 marzo 2015, al compimento dell'ottantesimo anno di età, uscì dal novero dei cardinali elettori.
Morì al Cairo il 28 marzo 2022 all'età di 87 anni e venne sepolto nella cattedrale di Nostra Signora d'Egitto ad Alessandria d'Egitto.

## Genealogia episcopale e successione apostolica
La genealogia episcopale è:
- Cardinale Scipione Rebiba
- Cardinale Giulio Antonio Santori
- Cardinale Girolamo Bernerio, O.P.
- Arcivescovo Galeazzo Sanvitale
- Cardinale Ludovico Ludovisi
- Cardinale Luigi Caetani
- Cardinale Ulderico Carpegna
- Cardinale Paluzzo Paluzzi Altieri degli Albertoni
- Papa Benedetto XIII
- Papa Benedetto XIV
- Papa Clemente XIII
- Cardinale Marcantonio Colonna
- Cardinale Giacinto Sigismondo Gerdil, B.
- Cardinale Giulio Maria della Somaglia
- Cardinale Carlo Odescalchi, S.I.
- Cardinale Costantino Patrizi Naro
- Cardinale Lucido Maria Parocchi
- Cardinale Alfonso Maria Mistrangelo, Sch.P.
- Arcivescovo Andrea Cassulo
- Patriarca Marco II Khouzam
- Cardinale Stefano I Sidarouss, C.M.
- Cardinale Antonios Naguib

La successione apostolica è:
- Vescovo Kamal Fahim Awad Boutros Hanna (2006)